# Phil Mogg
Phillip John Mogg (Londra, 15 aprile 1948) è un cantante britannico, frontman degli UFO.

## Biografia
Formati nel 1968, gli UFO si fecero notare per la prima volta come gruppo space rock con una serie di registrazioni della Decca Records. Dopo che il chitarrista Michael Schenker si unì nel 1973, firmarono con la Chrysalis Records e cambiarono il loro stile musicale dallo space rock all'hard rock, ma trovarono solo un modesto successo commerciale.
Tuttavia, gli UFO sono spesso citati come una delle influenze chiave sulla scena heavy metal degli anni '80 e '90, incluse band come Metallica, Judas Priest, Iron Maiden, Slayer, Megadeth, Testament, Anthrax, Alice in Chains e Tesla.
Mogg ha scritto la maggior parte dei testi degli UFO, con la musica scritta da Way, Schenker e, successivamente, Paul Raymond. Mogg è l'unico membro degli UFO ad apparire in tutti gli album della band e rimane il loro unico membro permanente.